# نيكولاي رابب
نيكولاي رابب (بالألمانية: Nicolai Rapp)‏ (13 ديسمبر 1996 بهايدلبرغ في ألمانيا - ) هو لاعب كرة قدم ألماني في مركز الدفاع. لعب مع غرويتر فورت.

## روابط خارجية
- نيكولاي رابب على موقع قاعدة بيانات كرة القدم.إي يو (الإنجليزية)
- نيكولاي رابب على موقع Soccerway.com (الإنجليزية)
- نيكولاي رابب على موقع عالم كرة القدم.نت (الإنجليزية)
- نيكولاي رابب على موقع AS.com (الإسبانية)